# The Heliocentrics
The Heliocentrics é um grupo musical que mistura hip-hop, funk, jazz, música psicodélica, eletrônica, avante garde e música étnica. É famosa por ter acompanhado (e tocado a base para composições de) artistas como Mulatu Astatke, Madlib e DJ Shadow (no álbum The Outsider).